# Nadleśnictwo Krotoszyn
Nadleśnictwo Krotoszyn – jednostka organizacyjna Lasów Państwowych podległa Regionalnej Dyrekcji Lasów Państwowych w Poznaniu.
Nadleśnictwo położone jest na południu województwa wielkopolskiego.